# Себриан-и-Вальда, Франсиско Антонио
Франсиско Антонио Себриан-и-Вальда (исп. Francisco Antonio Cebrián y Valdá; 19 февраля 1734, Сан-Фелипе, Королевство Испания — 8 февраля 1820, Мадрид, Королевство Испания) — испанский куриальный кардинал. Епископ Ориуэла с 24 июля 1797 по 10 июля 1815. Патриарх Западной Индии с 10 июля 1815 по 8 февраля 1820. Кардинал-священник с 23 сентября 1816 по 8 февраля 1820. 